# Kibuka
Kibuka – u Bagandów z Ugandy bóg wojny, uważany za młodszego brata Mukasy. Podczas wypraw wojennych jego kapłani-wróżbici towarzyszyli wojskowym i doradzali dowódcom w sprawach taktyki.